# Sime (Dodecanès)

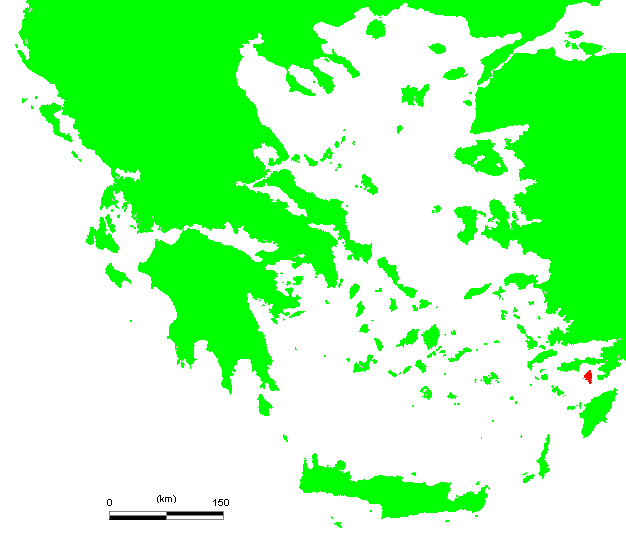
Localització de l'illa de Simi

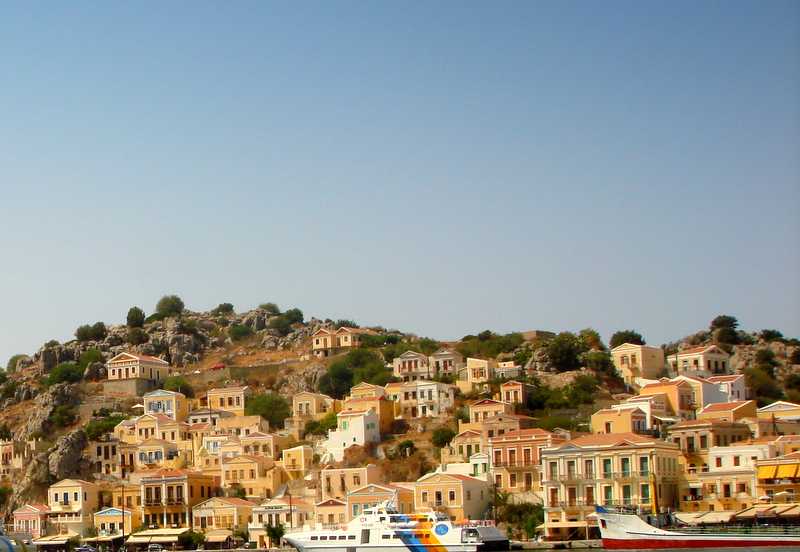
Simi

Sime (en grec antic Σύμη) és una illa grega del Dodecanès, situada a la costa de Cària, al nord-oest de  Rodes. Plini el Vell diu que posseïa 8 ports i una ciutat amb el mateix nom que l'illa.
L'illa és més aviat estèril. Esteve de Bizanci diu que antigament es deia Metapontis i Egle, i el nom de Sime li va donar una filla de Ialis, Sime, que va ser la primera persona en habitar l'illa juntament amb Ctoni, un fill de Posidó. A la guerra de Troia va tenir una certa celebritat, ja que l'heroi Nireu, hi va fer cap amb tres naus, segons diu Homer al "Catàleg de les naus" a la Ilíada, home d'una gran bellesa, afegeix Homer, només superada per Aquil·les.
Segons la tradició, l'illa va ser poblada pels doris però després va passar a mans dels caris, que la van abandonar a causa de les freqüents sequeres, i va restar deshabitada fins que Argos, Esparta, Cnidos i Rodes la van repoblar, segons diu Diodor de Sicília.
Queden algunes restes de la ciutat antiga.